# Оконкво, Чибузор
Чибузор Огастин Оконкво (англ. Chibuzor Augustine Okonkwo; 16 декабря 1988, Джос, Нигерия) — нигерийский футболист, защитник клуба «Эль-Канеми Уорриорс». Серебряный призёр летних Олимпийских игр 2008 года.

## Биография
Чибузор Оконкво родился 16 декабря 1986 года в нигерийском городе Джос.

### Клубная карьера
Начал профессиональную карьеру в клубе второго дивизиона Нигерии — «Габрос Интернешнл». В 2007 году стал игроком «Байельса Юнайтед». В 2009 году в Оконкво был заинтересован английский «Сток Сити», но в итоге он перешёл в нигерийский «Хартленд». В сезоне 2009/10 был признан самым ценным игроком чемпионата Нигерии. В августе 2010 года был на просмотре в российском «Ростове», однако команде не подошёл. В августе 2011 года мог перейти в криворожский «Кривбасс», однако трансфер не состоялся. В конце декабря 2011 года побывал на просмотре в английской «Астон Вилле». В январе 2012 года проходил стажировку в команде «Рединг», однако контракт также не подписал. В апреле 2012 года после прохождения просмотра он не подошёл норвежской «Волеренге».
В 2013 году стал игроком «Энугу Рейнджерс», однако позже выступал на правах аренды за ливийский «Ас-Суэхли». В 2015 году стал игроком нигерийской команды «Ифеаньи Убах», в котором он начинал свою профессиональную карьеру, когда клуб назывался «Габрос Интернешнл». В апреле 2017 года пополнил состав клуба «Эль-Канеми Уорриорс» из Майдугури.

### Карьера в сборной
В мае 2008 года стал победителем товарищеского турнира под названием Интерконтинентальный Кубок, который проходил в Малайзии. В финале нигерийцы обыграли команду Австралии (2:0).
В августе 2008 году главный тренер олимпийской сборной Нигерии Самсон Сиасиа вызвал Чибузора на летние Олимпийские игры в Пекине. В команде он получил 2 номер. Нигерия стала обладателем серебряных наград турнира, дойдя до финала, где проиграла Аргентине (0:1). Джеймс на турнире провёл 5 игр и забил 1 гол в полуфинальном матче против Бельгии.
В составе национальной сборной Нигерии дебютировал 3 марта 2010 года в товарищеской игре против Демократической Республики Конго (5:2). В отборочном турнире на Кубок африканских наций 2012 сыграл в 3 играх, а в квалификации на чемпионат африканских наций 2014 Оконкво провёл всего 1 матч. Всего за сборную он выступал с 2010 по 2013 год и сыграл в 10 играх.

## Достижения
- Серебряный призёр Олимпийских игр (1): 2008